# Haćki
Haćki – wieś w Polsce położona w województwie podlaskim, w powiecie bielskim, w gminie Bielsk Podlaski.

## Położenie
Miejscowość ta położona jest na Równinie Bielskiej będącej integralną częścią Niziny Podlaskiej.  Sieć hydrograficzną obszaru, na którym znajduje się miejscowość Haćki stanowi wodopodział Narwi i Bugu. Południowozachodnia część obszaru sieci hydrograficznej odwadniana jest przez rzekę Nurzec, która należy do lewego dopływu Bugu. Pozostałą część obszaru Równiny Bielskiej odwadniają dwie rzeki: Białka i Orlanka.
Średnia wysokość miejscowości nad poziomem morza wynosi 136,01 m. 

## Historia

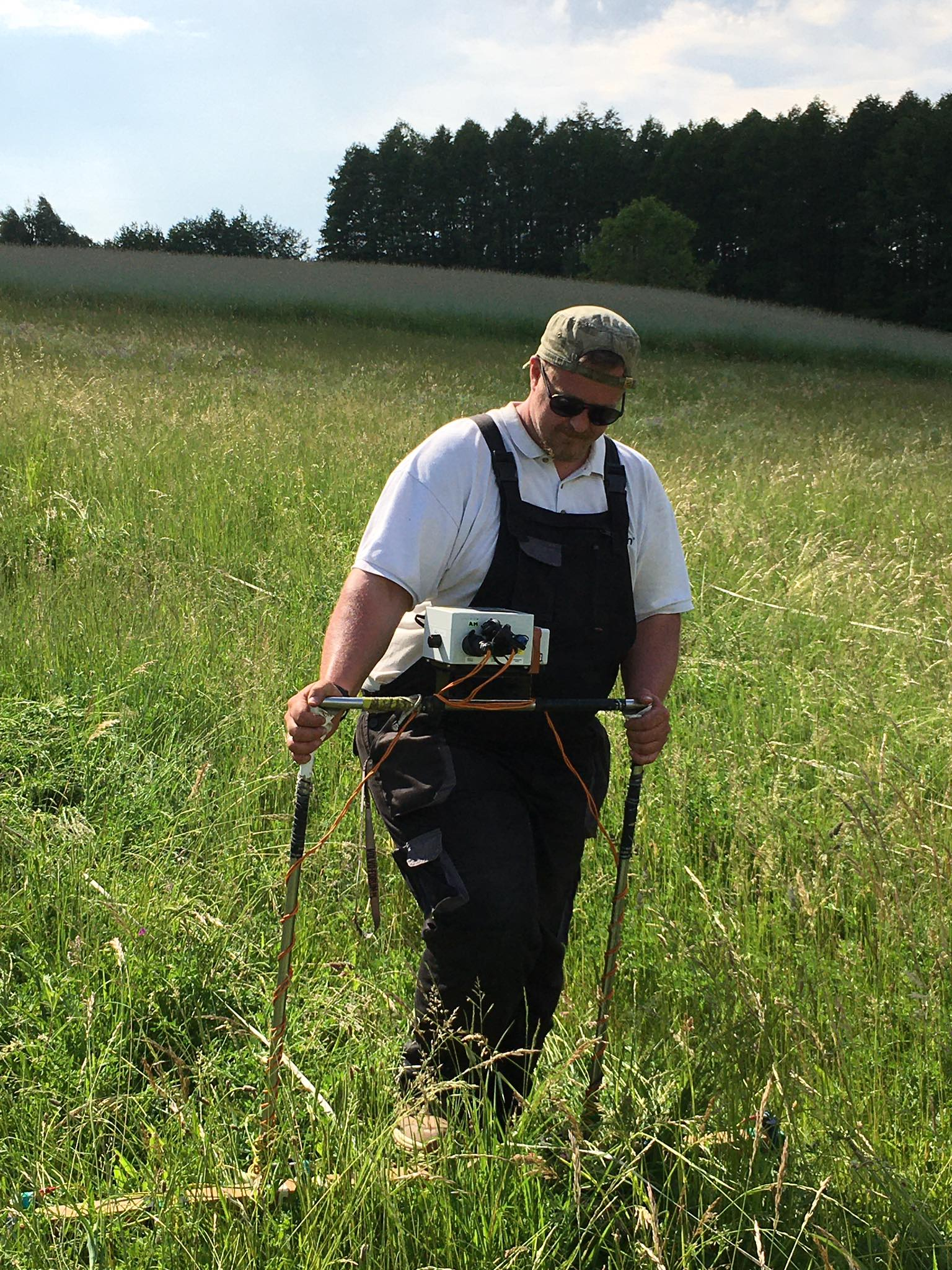
Badania archeologiczne przy pomocy metody elektrooporowej

Wieś powstała około 1536 r. Jej okolice stanowią unikatowy obszar pod względem przyrodniczym (pagórki kemowe porośnięte murawami kserotermicznymi) i archeologicznym (grodzisko, kurhan i osady otwarte z okresu od wczesnej epoki żelaza po wczesne średniowiecze). 
W 1795 roku była to wieś królewska w starostwie bielskim w ziemi bielskiej województwa podlaskiego. 
Według Pierwszego Powszechnego Spisu Ludności, przeprowadzonego w 1921 r., Haćki liczyły 37 domostw, które zamieszkiwały 243 osoby (127 kobiet i 116 mężczyzn). Niemal wszyscy mieszkańcy miejscowości, w liczbie 235, zadeklarowali wówczas wyznanie prawosławne, pozostali zadeklarowali kolejno: wyznanie mojżeszowe (6 osób) oraz wyznanie rzymskokatolickie (2 osoby). Jednocześnie większość mieszkańców, w liczbie 208, podała białoruską przynależność narodową, pozostałe 35 osób podało polską tożsamość narodową. W owym czasie miejscowość znajdowała się w gminie Wyszki.
W latach 1954–1959 wieś należała i była siedzibą władz gromady Haćki, po jej zniesieniu w gromadzie Chraboły. W latach 1975–1998 miejscowość administracyjnie należała do województwa białostockiego.

## Religia
Prawosławni mieszkańcy wsi przynależą do parafii pw. Świętych Apostołów Piotra i Pawła w niedalekim Rajsku, a wierni kościoła rzymskokatolickiego do parafii Matki Bożej z Góry Karmel w Bielsku Podlaskim.